# Trio (1987)
Trio es un álbum de estudio que lanzaron en 1987 tres de las más exitosas cantantes de música country de la historia:Dolly Parton, Linda Ronstadt y Emmylou Harris. 

## Canciones
1. "The Pain of Loving You" (Dolly Parton, Porter Wagoner) – 2:32
2. "Making Plans" (Johnny Russell, Voni Morrison) – 3:36
3. "To Know Him Is to Love Him" (Phil Spector) – 3:48
4. "Hobo's Meditation" (Jimmie Rodgers) – 3:17
5. "Wildflowers" (Dolly Parton) – 3:33
6. "Telling Me Lies" (Linda Thompson, Betsy Cook) – 4:26
7. "My Dear Companion" (trad., arranged by Jean Ritchie) – 2:55
8. "Those Memories of You" (Alan O'Bryant) – 3:58
9. "I've Had Enough" (Kate McGarrigle) – 3:30
10. "Rosewood Casket" – 2:59
11. "Farther Along" (Emmylou Harris) – 4:10

## Créditos
- Linda Ronstadt - voz
- Emmylou Harris - voz, guitarra acústica
- Dolly Parton - voz

- Ry Cooder - guitarra
- Kenny Edwards - bajo eléctrico
- Steve Fishell - guitarra
- Russ Kunkel - tambor
- Albert Lee - guitarra acústica
- David Lindley - guitarra acústica
- Mark O'Connor - guitarra acústica
- Bill Payne - piano
- Herb Pedersen - banjo
- Leland Sklar - bajo
- John Starling - acoustic guitar (4,8), musical consultant
- David Campbell - dirección de orquesta
- Charles Veal - primer violín
- Dennis Karmazyn - violonchelo
- Jodi Burnett - violonchelo
- Marty Krystall - clarinete
- Brice Martin - flauta
- Ilene "Novi" Novog - viola

## Producción
- George Massenburg
- Sharon Rice
- Doug Sax